# Antoine Griezmann
Antoine Griezmann (født 21. marts 1991) er en fransk professionel fodboldspiller, som spiller for La Liga-klubben Atlético Madrid og Frankrigs landshold. Han anses som en af de bedste spillere af sin generation, og var med til at vinde VM i 2018 med Frankrig.

## Landshold
Griezmann har (pr. december 2022) spillet 114 kampe og scoret 42 mål for Frankrigs landshold, som han debuterede for 5. marts 2014 i en træningskamp mod Holland. Han blev efterfølgende udtaget til den franske trup til VM i 2014 i Brasilien. I 2016 var Griezmann en del af truppen til EM på hjemmebane, hvor Frankrig tabte i finalen 1-0 til Portugal og dermed vandt sølv. Griezmann var også med Frankrig til VM 2018 i Rusland, hvor holdet vandt guld efter en finalesejr på 4-2 over Kroatien.